# Kappel-Grafenhausen
Kappel-Grafenhausen é um município da Alemanha, no distrito de Ortenaukreis, na região administrativa de Freiburg, no estado de Baden-Württemberg.